# Birgit Balke
Birgit Balke (* 3. Januar 1957 in Greene) ist eine deutsche Tischtennisspielerin. Bei den  Deutschen Meisterschaften 1979/80 gewann sie eine Bronzemedaille im Doppel, zeitweise spielte sie in der Bundesliga.

## Werdegang
Mit sechs Jahren unternahm Birgit Balke erste Versuche im Tischtennis. Sie erzielte mehrere regionale Erfolge, als 13-jährige konnte sie mit einer Sondergenehmigung des Deutschen Tischtennis-Bundes DTTB in der Erwachsenen-Demenmannschaft des TTC Greene antreten. Dreimal gewann sie die Niedersachsenmeisterschaft der Jugend, sie bei der Deutschen Jugendmeisterschaft 1973 erreichte sie im Einzel das Endspiel, im Mixed mit Joachim Beck gewann sie den Titel. 1974 wurde sie für die Jugendnationalmannschaft nominiert, mit der sie bei der Jugend-Europameisterschaft die Endrunde erreichte.
1975 wechselte sie zum DJK Schwäbisch Gmünd, mit dessen Damenmannschaft sie in der Bundesliga spielte. 1979 verhalf sie dem TTV Rinteln zum Aufstieg in die Bundesliga. Bei den Deutschen Meisterschaften 1979/80 erreichte sie im Doppel mit Ruth Budde das Halbfinale.

## Privat
Birgit Balke ist seit Anfang der 1980er Jahre verheiratet mit dem Tischtennisspieler Thomas Heyn. Seitdem tritt sie unter dem Namen Balke-Heyn auf. Sie hat eine Tochter.